# ビーチウォーカーズ・マネージメントグループ
ビーチウォーカーズ・マネージメントグループ株式会社（英: beachwalkers management group Co., Ltd.）は、日本の芸能事務所。略称はbm。　

## 概要
日本の複数企業体『ビーチウォーカーズ』傘下の芸能事務所「ニューウォーカーズ (new walkers)」「ティースタイルマネージメント (Tstyle management)」を統括する企業として、2016年8月に開設。代表取締役は、ティースタイル代表を務める都筑多佳恵が兼任した。
主に、俳優・タレント・モデル等のマネジメント業務および養成。各種イベントの企画・制作などを運営。
【本拠地の変遷】（東京都）
- 2016年8月設立: 港区北青山1丁目4番5号VORT青山Dual's703（旧: ロジェ青山）
- 2021年6月: 港区西麻布2丁目25番32号ゼフィーロビル

## ビーチウォーカーズ・マネージメントグループ
グループの本体にあたる。

### 俳優・タレント・モデル
※2023年7月時点
- 池端レイナ
- 宇水遥佳
- 黒木沙耶
- 渡辺万美
- 小笠原大輔
- 大対源

## 系列

### ニューウォーカーズ
旧社名ニューゲートプロダクション。2015年から現行名に変更して新設。本拠は渋谷区。別記「ニューウォーカーズ」の項目先を参照。

### ティースタイルマネージメント
名古屋市を本拠とするモデル事務所。東京にも事務所を構える。

#### タレント・モデル
※2022年6月時点
- 土屋炎伽
- 川村那月
- 愛澤ゆいか
- 澤田実架
- 下光リコ
- 森優菜
- 寺地みのり
- 山口真季
- 岩波彩華
- 加藤遥香
- 岩本ルミナ
- 友野ゆみ
- 藤永妃央
- あやさ（業務提携先: 株式会社フロント）
- 星香

#### アーティスト
※2022年6月時点
- 吉田次郎
- マリーン（業務提携）